# Pudagla
Pudagla ist eine im Achterland gelegene Gemeinde auf der Insel Usedom. Die Gemeinde gehört seit 2005 zum Amt Usedom-Süd mit Sitz in der Stadt Usedom, zuvor war sie Bestandteil des Amtes am Schmollensee.

## Geographie und Verkehr
Pudagla befindet sich in einer landschaftlich reizvollen Region zwischen dem etwa 1 500 Meter entfernten Achterwasser im Westen, dem unmittelbar südöstlich angrenzenden Schmollensee und der etwa 5 000 Meter entfernten, nordöstlich gelegenen Ostseeküste. Der Ortsteil Pudagla liegt außerdem am Fuße des Glaubensbergs (38,8 m über NHN) und seit der Neutrassierung der Bundesstraße 111 im Januar 2008 direkt an diesem Verkehrsweg. Dieser verläuft mitten im Naturpark Insel Usedom. Zirka 15 Kilometer südwestlich der Gemeinde liegt die Stadt Usedom und etwa sechs Kilometer östlich liegen der Reihe nach die Kaiserbäder Bansin, Heringsdorf und Ahlbeck. Zum Ortsteil gehört die Wüstung Camik und die Wohnsiedlung Schäferei Stoben.

## Geschichte von Pudagla
Urkundlich erstmals erwähnt wurde das Dorf Pudagla im Jahr 1270 als „Pudgla“, auch „Putglow“ geschrieben. Dies ist eine Umschreibung des slawischen pad glowe (= am Berg) und bezieht sich auf den heutigen Glaubensberg südlich des Ortes am Schmollensee. Dieser Hügel erhielt seinen Namen abgeleitet von „glowa“ - plattdeutsch = „Glaube“.
Herzog Barnim I. schenkte dem Kloster Grobe bei Usedom am 14. Oktober 1273 das Dorf mit dem Zehnt und allen Rechten sowie den Bach Pritolniza, die heutige Groote Beek. Nachdem das Kloster 1307 das westlich am Achterwasser gelegene Dorf Camik erworben hatte, erfolgte 1309 die Verlegung des Klosters von Grobe nach Pudagla. Bis um 1400 hatte es sein bereits geschlossenes Gebiet der Insel von der Stadt Usedom über die Mellenthiner Heide bis Benz, das auch Besitzungen auf dem pommerschen Festland um Ueckermünde mit einschloss, bis zum Gothensee und zum Thurbruch erweitert. Pudagla war das reichste Kloster der Region, verfügte über eigene Fischereirechte und über eine autarke Gerichtsbarkeit. Eine Reihe aufgefundener Besitzurkunden gelten unter Historikern allerdings als gefälscht.
Bereits zu Zeiten des aktiven Klosters wurde der Straßendamm von der Hochfläche bei Pudagla durch die moorige Niederung zwischen Schmollensee und Achterwasser in Richtung der Einmündung der Straße Ückeritz nach Bansin (ehemalige B 111) aufgeschüttet, er wurde auch Klosterdamm genannt. Er ist als Straßenunterbau der Bundesverkehrsstraße B 111 erhalten, umgewidmet von der B 110.
Im 16. Jahrhundert setzte ein wirtschaftlicher Niedergang ein. 1534 wurde die Reformation in Pommern eingeführt und das Kloster Pudagla im folgenden Jahr säkularisiert. Gerhardt von Zartin, der letzte Abt des nun in ein herzogliches Amt umgewandelten Klosters, verließ dieses mit seinen Mönchen 1535 und siedelte aufs Festland nach Anklam über.
Der Pommernherzog Ernst Ludwig, Sohn von Philipp I. von Pommern-Wolgast, ließ hier 1574 ein neues Schloss als Witwensitz für seine Mutter, Herzogin Maria von Sachsen, Tochter des sächsischen Kurfürsten Johann des Beständigen, bauen. Auf einer Inschrift unter dem Renaissance-Relief mit dem herzoglichen Wappen an der Schlossfassade steht dies noch zu lesen. Nur die Klosterkirche, Teile der Mönchszellen und wenige Mauern blieben von der Klosteranlage erhalten.

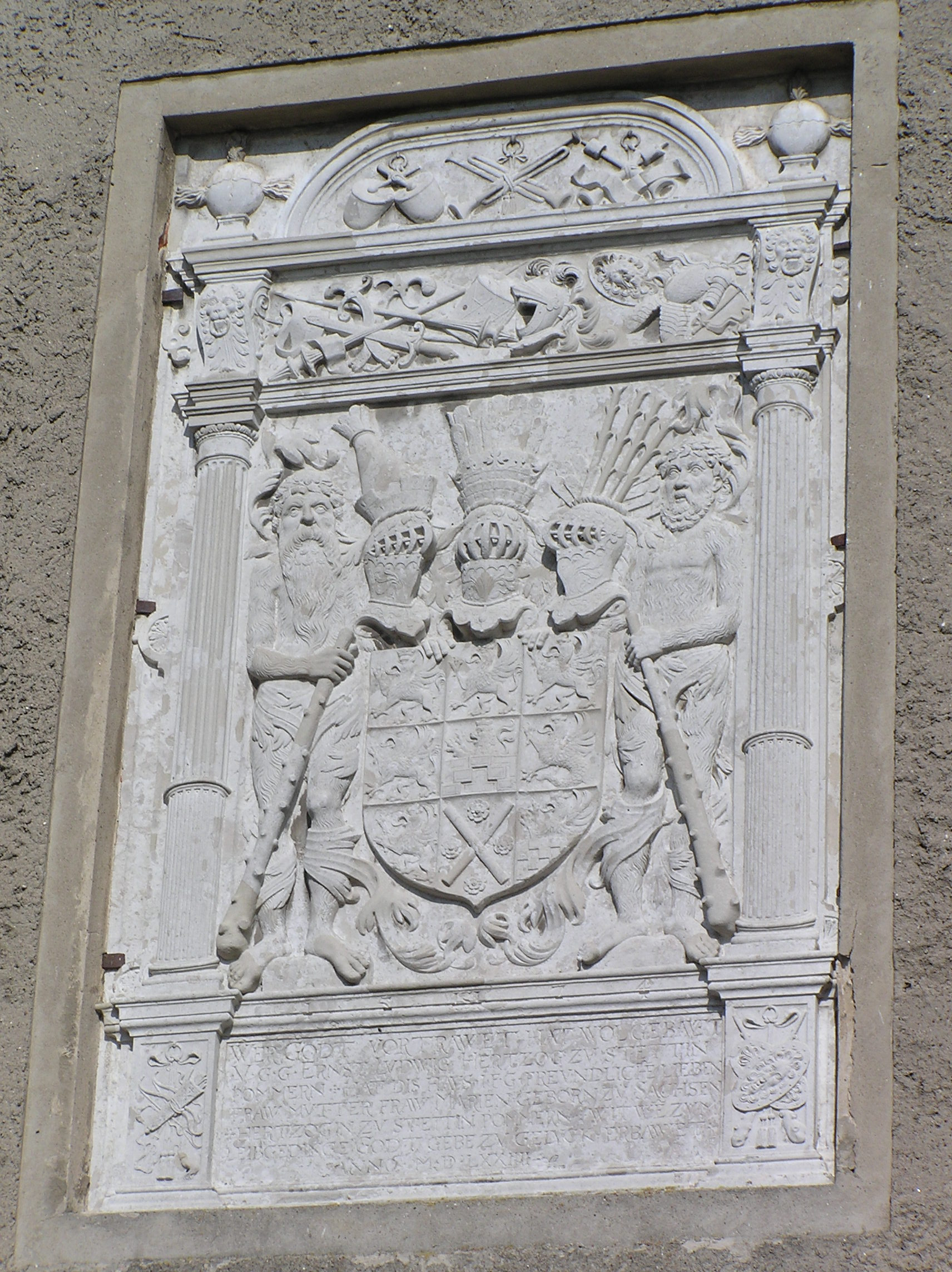
Greifenwappen am Schloss

Nach dem Aussterben der herzoglichen Familie wurde Pudagla Dominal, das heißt Besitz des jeweiligen Herrschers über die pommerschen Gebiete.
Im Dreißigjährigen Krieg wurde die Gegend schwer verwüstet. Nach dem Westfälischen Frieden im Jahr 1648 gehörte Pudagla wie die ganze Insel Usedom zu Schwedisch-Pommern. Den größten Teil des Amtes Pudagla erhielt zunächst der maßgeblich an der Errichtung der schwedischen Herrschaft in Pommern beteiligte Johan Axelsson Oxenstierna. 1654 bekam die abgedankte schwedische Königin Christina die Einkünfte aus den ehemaligen Besitzungen der pommerschen Herzöge als Unterhalt. Dazu gehörte auch Pudagla, wo für ihre Besitzungen eine gesonderte Verwaltung eingerichtet wurde. Das Schloss diente nun als Sitz ihres Gouverneurs.
Aus dem Schloss- und Klosterareal wurde ein Dominalgut.

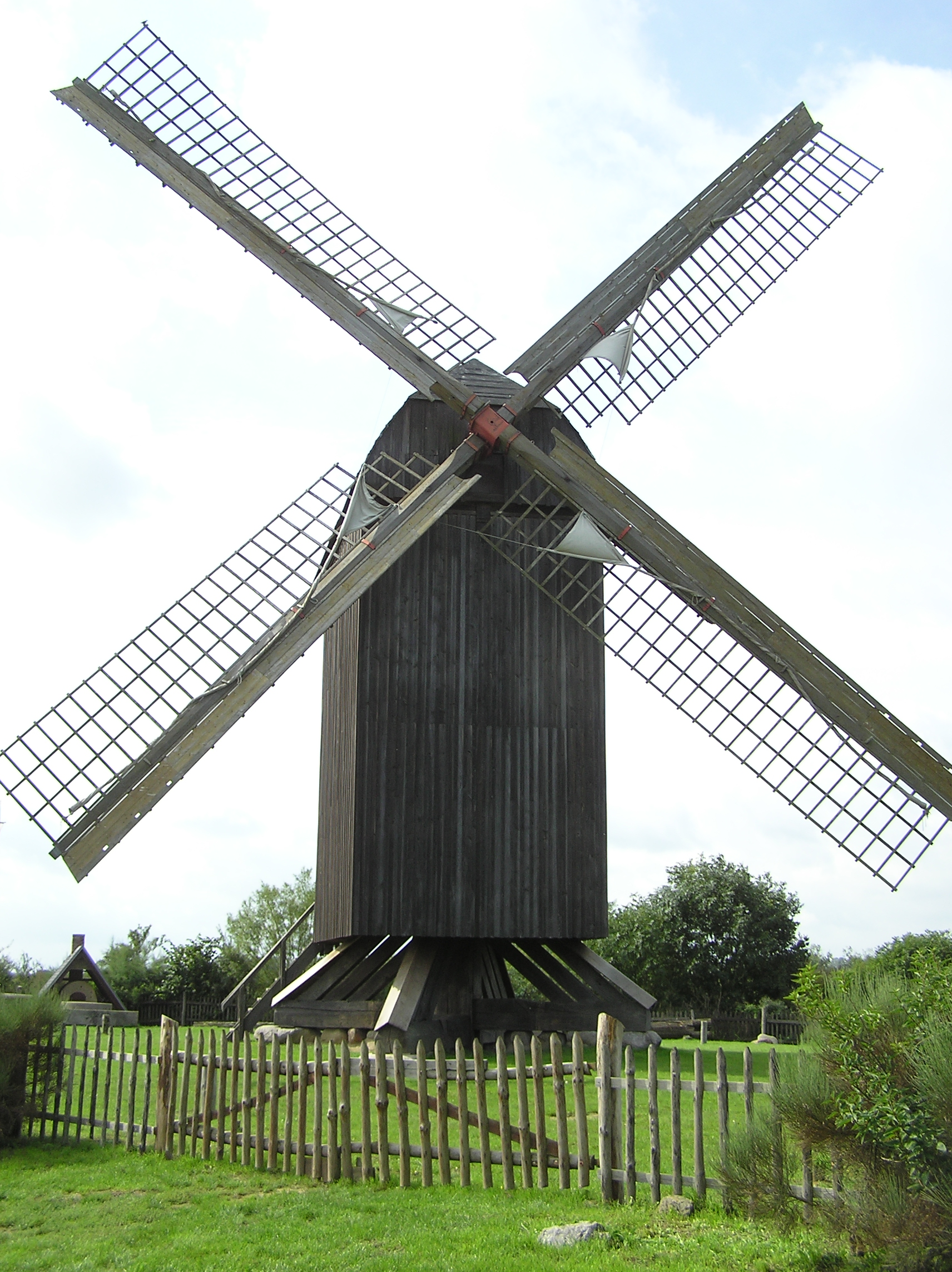
Bockwindmühle von 1779 bei Pudagla

Die Streitigkeiten der Großmächte Dänemark, Schweden, Polen und Brandenburg/Preußen um Pommern und die strategisch wichtige Insel Usedom ließen das Amt Pudagla im 17. und zum Anfang des 18. Jahrhunderts nicht verschont. Nach dem Frieden von Stockholm 1720 zog die preußische Verwaltung ein, die 1824 ihren Amtssitz vom Amt Pudagla zum Kreissitz des neuen Kreises Usedom-Wollin nach Swinemünde verlegte.
Nach der Verwaltungsreform 1815 kam Pudagla zur preußischen Provinz Pommern und gehörte von 1818 bis 1945 zum Landkreis Usedom-Wollin.

Amt Pudagla, Lithographie aus der Zeit vor 1846

In der Zeit von 1930 bis 1934 erfolgte eine Aufsiedlung des Pudaglaer Gutes.
Der Beginn des Zweiten Weltkrieges, hatte auch für Pudagla Folgen. Es erfolgte der unmittelbare Einzug aller wehrfähigen jungen Männer, sodass die bäuerlichen Höfe, bei der Bewirtschaftung des Viehs und der Anbauflächen in Schwierigkeiten gerieten. Im weiteren Verlauf des Jahres 1939 wurde das Landjahrheim geschlossen. Nach kurzem Leerstand, diente es einer japanischen Kompanie als Ausbildungsstätte. Es handelte sich bei ihnen um Seeleute, die in Deutschland rekrutiert worden waren. In die Räume des Schlosses, zogen weitere Abteilungen und die Verwaltung ein. Die alte Stellmacherei wurde zur Nachrichtenzentrale ausgebaut. Für sensible wissenschaftliche Arbeiten wurden 3 Baracken getarnt im Wald am Schmollensee aufgebaut. Für Unterkünfte wurden auf dem Platz neue Baracken errichtet. Im Ort wurden Splittergräben und Stollen zum Schutz bei möglichen Bombenangriffen ausgehoben. Die Arbeiten leisteten im Wesentlichen der Wehrmachtbautrupp und die russischen Kriegsgefangenen aus dem Lager in Peenemünde. Pudagla blieb das Schicksal Peenemündes und Neppermins erspart. Die Nachbarorte wurden am 4. Mai 1945 bombardiert, nachdem Bodentruppen russische Jagdbomber beschossen hatten.
Von 1945 bis 1952 bildete der nach dem Zweiten Weltkrieg in den deutschen Besatzungszonen verbliebene Teil des pommerschen Landkreises Usedom-Wollin den Landkreis Usedom, welcher 1952 im Kreis Wolgast im Bezirk Rostock aufging. Nach 1945 wurde das teils kriegszerstörte Herrenhaus vereinfacht instand gesetzt und als Wohnraum für Umsiedler und für kommunale Zwecke genutzt. Mehrfach fanden Umbau-, aber auch Sanierungsarbeiten statt.
In Pudagla war ab den späten 1950er Jahren das Funktechnische Bataillon 33 (FuTB-33) der 3. Luftverteidigungsdivision der NVA stationiert. Dieses betrieb auf dem Rauhen Berg, dem Dachsberg und dem Schluchtenberg mehrere Radarstationen. Auf dem Rauhen Berg befanden sich die Kasernen und die Kommunikationszentralen, auf den anderen Bergen die technischen Radaranlagen, mobil oder stationär.
Nach der Wende, 1990 nutzte die Bundeswehr diese Anlagen noch bis 1993. Auf der ehemaligen Kasernenfläche entwickelte sich ein Gewerbegebiet, dazwischen wurden nach 1990 Kiesgruben und Recycling-Anlagen eingerichtet. Teilbereiche wurden renaturiert oder in Freizeitanlagen, z. B. Motocrossbahnen, umgewandelt.
Südlich der Schäferei Stoben wurde eine alte Bockwindmühle als Touristenattraktion wieder in Betrieb genommen. Sie war bereits um 1650 vorhanden, wurde oftmals erneuert und dann 1997 restauriert und als Museum eingerichtet.
Die Gemeinde Pudagla gehört zum Land Mecklenburg-Vorpommern, das nach der deutschen Wiedervereinigung zusammen mit weiteren Bundesländern neu gegründet wurde. Im Jahr 1994 kam Pudagla zum Landkreis Ostvorpommern, der 2011 im Landkreis Vorpommern-Greifswald aufging.

### Camik (Wüstung)
Camik wurde erstmals 1263 als „Camic“ urkundlich erwähnt. Der Ort wurde noch bis 1307 genannt, dann fiel er wohl wüst. Der slawische Gründungsname wird mit „Stein“ gedeutet. Die Lage ist nicht eindeutig belegbar, lediglich die Angabe, dass der Ort westlich von Pudagla lag, ist bekannt. Vermutet wird die Lage am Konker Berg am Achterwasser. Ob der Name etwas mit dem bekannten Teufelsstein (Pudagla) zu tun hat, der dort ganz in der Nähe liegt, ist nicht überliefert.

## Politik

### Wappen
| Wappen von Pudagla | Blasonierung: „In Silber ein durchgehender grüner Hügel mit abflachenden Seiten, darauf rechts ein grüner Laubbaum, links ein grüner Nadelbaum; darunter eine beiderseits gestutzte rote Ziegelmauer mit offenem schwarzen Tor, dessen bogenförmiger Giebel die Mauer etwas überragt; in der Toröffnung drei natürliche goldene Rosen pfahlweise.“ |
| Wappen von Pudagla | Wappenbegründung: In dem in einigen Details den gestalterischen Anforderungen nicht ganz entsprechenden Wappen steht der Hügel als redendes Zeichen für den aus dem Slawischen stammenden Ortsnamen (pud glowem = unter dem Hügel). Bildlich wird Bezug genommen auf den nordöstlich der Gemeinde liegenden bewaldeten Glaubensberg, eine Landschaftsbezeichnung, die auf eine Umdeutung des slawischen Wortes glowe durch deutsche Ansiedler zurückzuführen ist. Mit der Ziegelmauer soll das einstige Kloster versinnbildlicht werden, dessen Besitz sich zeitweilig über Anklam und Stettin hinaus bis ins östliche Pommern erstreckte. In seinen besten Zeiten besaß das Kloster einige geweihte Kostbarkeiten, die im Kampf gegen den Aberglauben vernichtet wurden. Dazu gehörten auch drei goldene Rosen. Das Wappen wurde von dem Reestower Jens Kuhle gestaltet. Es wurde am 8. Mai 1998 durch das Ministerium des Innern genehmigt und unter der Nr. 161 der Wappenrolle des Landes Mecklenburg-Vorpommern registriert. |

### Flagge
Die Gemeinde verfügt über keine amtlich genehmigte Flagge.

### Dienstsiegel
Das Dienstsiegel zeigt das Gemeindewappen mit der Umschrift „GEMEINDE PUDAGLA * LANDKREIS VORPOMMERN-GREIFSWALD“.

## Sehenswürdigkeiten

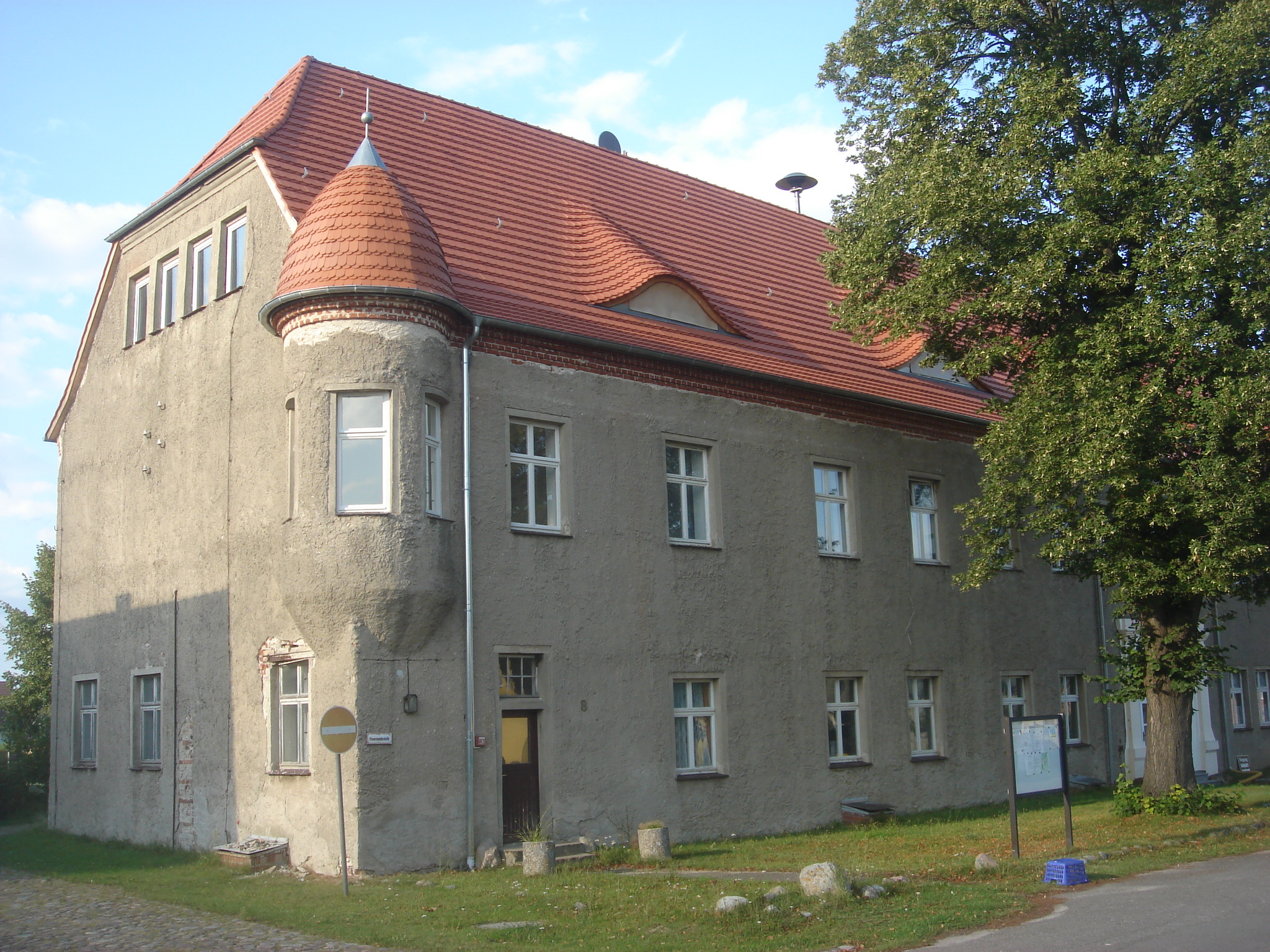
Schloss Pudagla, Dachrekonstruktion im Sommer 2014.

Siehe: Liste der Baudenkmale in Pudagla
- Schloss Pudagla ist eng mit der Geschichte der Region verbunden, sein Zustand dokumentiert die Höhen und Tiefen der geschichtlichen Entwicklung.
- Südlich des Ortes steht die rekonstruierte Bockwindmühle von 1779.
Sie gehörte über 200 Jahre lang der Familie des Erwerbers, des Müllermeisters Jacob Schmidt; in Betrieb war sie bis 1937. 1996 war sie baufällig geworden und wurde für den symbolischen Preis von einer DM an die Gemeinde Pudagla verkauft. Diese hat das Bauwerk restauriert; ein Förderverein hat, unterstützt durch regionale Sponsoren, ein kleines Museum eingerichtet. An festgelegten Tagen wird der Mahlvorgang für Interessenten demonstriert. Darüber hinaus werden Mühlenprodukte verkauft.[8]
- Wanderwege verlaufen zum Glaubensberg mit Aussichtspunkt über den Schmollensee, nach Osten auf eine Landzunge, die tief in den Schmollensee hineinragt, sowie nach Westen an eine kleine Badestelle am Achterwasser zum Teufelsstein; dies ist ein 22 Kubikmeter großer Findling im Wasser, der auch „Riesenstein“ genannt wird. Einer Sage nach sollen Riesen einst versucht haben, den Koloss auf das Kloster Pudagla zu schleudern; er fiel ihnen aber aus der Hand und landete an dieser Stelle.
- Ein Park mit afrikanischen Straußen liegt an der Straße nach Neppermin (Balmer See) einige Kilometer südlich von Pudagla. Er wurde am 20. August 2003 mit 34 Tieren eröffnet. Später kamen noch Lamas und Alpakas hinzu.[11]
- An der Straße Am Glauben 6 befindet sich das Atelier des Bildhauers, Malers und Grafikers Adam Kurtz, das nach seinem Tod im Januar 2020 vorläufig geschlossen ist. Eine Präsentation für die Öffentlichkeit wird vorbereitet.[12]

## Persönlichkeiten
- Mit dem Ort verbunden: der Künstler Adam Kurtz (1929–2020), lebte und arbeitete ab 1967 auf seinem Anwesen im Ort